# Kolozs megye természetvédelmi területeinek listája
Kolozs megye természetvédelmi területeinek listája azokat a természetvédelmi területeket tartalmazza, amelyek a romániai Kolozs megyében találhatóak, és országos jelentőségűnek minősülnek az 5/2000 számú törvény, a 2151/2004 számú kormányhatározat, az 1581/2005 számú kormányhatározat, illetve az 1143/2007 kormányhatározat értelmében.
| Kód       | Kép | Magyar elnevezés                            | Román elnevezés                     | Helység                            | IUCN- kategória | Típus          | Terület (ha) |
| --------- | --- | ------------------------------------------- | ----------------------------------- | ---------------------------------- | --------------- | -------------- | ------------ |
| C.1       |     | Ciuaş-erdő                                  | Pădurea Ciuaşului                   | Cege község                        | III             | vegyes         | 3            |
| RONPA0341 |     | Hidegszamosi kőfejtő                        | Cariera Corabia                     | Gyalu község / Hidegszamos         | III             | geológiai      | 2            |
| RONPA0342 |     | Vârfuraşu-barlang                           | Peştera Vârfuraşu                   | Meregyó község / Havasrekettye     | III             | szpeológiai    | 1            |
| RONPA0343 |     | Magyarszováti rezervátum                    | Fânaţele Suatu I şi II              | Magyarszovát község                | IV              | botanikai      | 9,20         |
| RONPA0344 |     | Kolozsvári Szénafüvek I. (Koporsók)         | Fânaţele Clujului – Copârşaie       | Kolozsvár                          | IV              | botanikai      | 97           |
| RONPA0345 |     | Kolozsvári Szénafüvek II. (Valea Lui Craiu) | Fânaţele Clujului – Valea Lui Craiu | Kolozsvár                          | IV              | botanikai      | 2,2          |
| RONPA0346 |     | Malom-völgy                                 | Valea Morilor                       | Erdőfelek község                   | IV              | botanikai      | 1            |
| RONPA0347 |     | Dumbráva-patak                              | Pârâul Dumbrava                     | Csürülye község                    | IV              | botanikai      | 0,5          |
| RONPA0348 |     | Tordai-hasadék                              | Cheile Turzii                       | Szentmihály és Magyarpeterd község | IV              | vegyes         | 104          |
| RONPA0349 |     | Csukás-tó                                   | Lacul Ştiucilor                     | Ördöngösfüzes község               | IV              | zoológia       | 26           |
| RONPA0350 |     | Légeni-völgy                                | Valea Legiilor                      | Gyeke község                       | IV              |                | 13,50        |
| RONPA0351 |     | Széki nádas                                 | Stufărişurile de la Sic             | Szék község                        | IV              |                | 2            |
| RONPA0352 |     | Kolozsvári Bükk                             | Făgetul Clujului                    | Kolozsvár                          | IV              | vegyes         | 10           |
| RONPA0353 |     | Az Ér-völgy Nagy-barlangja                  | Peştera Mare de pe Valea Firei      | Meregyó község                     | III             | szpeológiai    | 2            |
| RONPA0354 |     | Oltárkő-barlang                             | Peştera din Piatra Ponorului        | Meregyó község / Havasrekettye     | III             | szpeológiai    | 2            |
| RONPA0355 |     | Jegenyei gipsztelepek                       | Gipsurile de la Leghia              | Egeres község / Jegenye            | III             | geológiai      | 1            |
| RONPA0356 |     | Nádaskóródi fosszílialelőhely               | Locul fosilifer Coruş               | Kisbács község / Nádaskóród        | III             | paleontológiai | 2            |
| RONPA0357 |     | Pádisi tőzeglápos                           | Molhaşul Mare de la Izbuc           | Jósikafalva község                 | IV              | botanikai      | 8            |
| RONPA0358 |     | Bácsi-torok                                 | Cheile Baciului                     | Kisbács község                     | IV              | vegyes         | 3            |
| RONPA0359 |     | Túri-hasadék                                | Cheile Turenilor                    | Tordatúr község                    | IV              | vegyes         | 25           |
| RONPA0360 |     | Tordai sóstavak                             | Sărăturile şi Ocna Veche            | Torda                              | IV              | vegyes         | 10           |
| RONPA0874 |     | Aranyosegerbegyi Lepkedomb                  | Dealul cu Fluturi                   | Aranyosegerbegy község             | IV              | vegyes         | 20           |
| RONPA0939 |     | Apahidai földikutya-rezervátum              | Rezervaţia de orbeţi de la Apahida  | Apahida község                     | IV              | zoológiai      | 33,10        |

## Fordítás
Ez a szócikk részben vagy egészben  a   Lista rezervaţiilor naturale din judeţul Cluj című román Wikipédia-szócikk ezen változatának fordításán alapul.  Az eredeti cikk szerkesztőit annak laptörténete sorolja fel. Ez a jelzés csupán a megfogalmazás eredetét és a szerzői jogokat jelzi, nem szolgál a cikkben szereplő információk forrásmegjelöléseként.